# Dimaro
Dimaro é uma comuna italiana da região do Trentino-Alto Ádige, província de Trento, com cerca de 1.180 habitantes. Estende-se por uma área de 28 km², tendo uma densidade populacional de 42 hab/km². Faz fronteira com Malè, Cles, Commezzadura, Monclassico, Tuenno, Pinzolo, Ragoli.